# Schuyler Falls (Nueva York)
Schuyler Falls es un pueblo ubicado en el condado de Clinton en el estado estadounidense de Nueva York. En el año 2000 tenía una población de 5,128 habitantes y una densidad poblacional de 54.3 personas por km².

## Geografía
Schuyler Falls se encuentra ubicado en las coordenadas 44°39′47″N 73°33′54″O.

## Demografía
Según la Oficina del Censo en 2000 los ingresos medios por hogar en la localidad eran de $41,691, y los ingresos medios por familia eran $45,262. Los hombres tenían unos ingresos medios de $33,242 frente a los $23,638 para las mujeres. La renta per cápita para la localidad era de $18,294. Alrededor del 9.6% de la población estaban por debajo del umbral de pobreza.